# ماناکانا
ماناکانا (به لاتین: Manakana) یک منطقهٔ مسکونی در ماداگاسکار است که در آتسینانانا واقع شده‌است. ماناکانا ۱۰٬۴۳۷ نفر جمعیت دارد.